# WorldEdit
O WorldEdit é um mod para o videogame Minecraft 2011, desenvolvido pelo grupo de software EngineHub. O mod foi lançado mundialmente em 28 de setembro de 2010 para a plataforma hMod. O WorldEdit é um dos mods mais populares disponíveis. Tendo sido lançado pouco mais de um mês após a atualização multiplayer do Minecraft, o WorldEdit também é um dos mods mais antigos do lado do servidor.[carece de fontes?] O projeto WorldEdit, iniciado inicialmente pelo sk89q, atualmente é executado pelo Me4502.
O WorldEdit foi apresentado no site Minecraft como uma das ferramentas de construção mais populares. O WorldEdit também foi citado em patentes nos Estados Unidos e em artigos científicos.
A principal característica do WorldEdit é auxiliar o jogador na construção de estruturas. O WorldEdit pode ser usado para criar quase tudo.
A partir de setembro de 2019, o WorldEdit pode ser usado externamente no Minecraft como software independente. Isso gerou projetos que não são do Minecraft, como o WorldEdit Golf.